# Amadeo Giannini
Amadeo Peter Giannini (San José (Kalifornia), 1870. május 6. – San Mateo, 1949. június 3.) olasz származású amerikai bankár, a Bank of America alapítóinak egyike. Elsőként alkalmazta a banki szakmában a reklámokat, s első volt, aki az autók részletre való vásárlásának hitelezését bevezette, de főként arról az újításáról volt híres, hogy a bank ne csupán a gazdagokat, hanem a széles néprétegeket is kiszolgálja. A modern banki szolgáltatások feltalálója, a Transamerica Corporation alapítója.

## Élete
Szülei olasz bevándorlók voltak Favale di Malvaro településről, amely a liguriai Genova nagyvárosának levantei hátországában található. Giannini 1904. október 17-én nyitotta meg a Bank of Italyt egy korábbi kocsmahelyiségben. A betétek már az első napon 8780 dollárt tettek ki. 
Giannini ügyfélköre olasz származású, szerényebb jövedelmű kézművesekből és kereskedőkből állt, akik más bankban nem kaptak hitelt. Giannini ekkor mindössze négy éve volt bankár.
Az 1906-os San Franciscó-i földrengés és tűzvész a város nagy részét a földdel tette egyenlővé. A tűz 50 000 magánházat, szállodákat és középületeket pusztított el. A széles körű pusztítás után Giannini ideiglenes bankot hozott létre, betéteket gyűjtött, kölcsönöket nyújtott, és azt hirdette, hogy San Francisco fel fog támadni a hamvaiból.
Közvetlenül a földrengés után, de még mielőtt a közelgő tűz felégette volna a várost, a bank széfjében lévő pénzt a tűzvésztől távolra, San Mateóba szállította egy szemeteskocsin, a 29 km távolságra lévő otthonába. Az utcán egy deszkát fektetett két hordóra, kitette bankja cégérét, és pénzt kezdett kölcsönözni az újjáépítéshez. A szerződéseket egy kézfogás pecsételte meg. A többi bank a saját széfjében hagyta az ott tárolt pénzt, és a széfeket hetekig nem merték kinyitni, attól félve, hogy a hirtelen hőmérséklet-változás tönkreteheti a papírpénzt. Giannini ez alatt folyamatosan kölcsönzött pénzt az ügyfeleinek, ami az újjáépítéshez nélkülözhetetlen volt.
A San Franciscó-i földrengés lehetőséget kínált számára, hogy az Amerikába emigrált olasz kolónián kívülre is kiterjessze a hitelnyújtást a hétköznapi emberek számára. San Francisco újjáépítésének nagy részét az ő bankfiókjain keresztül finanszírozták. 1916-tól további fiókokat nyitott, így San Franciscóból vállalkozása fokozatosan egész Kaliforniára kiterjedt, különösen a többnyire olasz származású kistermelők finanszírozása formájában. Ezt követően a versenytársak és a helyi hatóságok által a tevékenysége elé gördített jogi akadályok elhárításával elnyerte a nagy üzletemberek bizalmát is, és hitelüzletét kiterjesztette az Amerikai Egyesült Államok többi részére is.
1919-ben megalapította a Bank of America and Italyt, a Bank of Italy olaszországi fiókját. 1927-ben a Bank of Italy nevét Bank of Americára változtatta: s a szegények bankárja – mindenki bankára lett. 1928-ban Giannini felkereste Orra E. Monnette-et, a Los Angeles-i Bank of America elnökét a két pénzintézet egyesítése érdekében. Sikerült meggyőznie, és így megalakult az első nagy kaliforniai bankcsoport.
A nagy gazdasági világválság után, 1932-ben a Bank of America, San Francisco nevében megvásárolta a hídkötvényeket, hogy elősegítse a helyi gazdaság fejlődését, s ezzel a Golden Gate híd megépítését.
1945-ben a Bank of America megelőzte New York két legnagyobb bankját, a First National City Bankot és a Chase Manhattan Bankot a betétek tekintetében. 1945-ben létrehozta a Giannini Család Alapítványt azzal a céllal, hogy elősegítse az orvosi kutatásokat.
A második világháború alatt fiát, Mariót bízta meg az ellenséges országból származó, koncentrációs táborokba zárt olaszok gondozásával és a többi olasz-amerikai internálásának megakadályozásával. A háború után személyesen is segítette Olaszország újjáépítését azáltal, hogy a Marshall-terv irányításáért felelős Arthur Schlesingerrel megállapodott a segélyek utalásának felgyorsításában. Olaszországba látogatva kölcsönökkel segítette a Fiat autóipari céget. Kaliforniai bankja jelentősen segítette a film- és boripar megszilárdulását is. Ő finanszírozta Walt Disney, Charlie Chaplin és Frank Capra első filmjeit, akikkel szilárd baráti kapcsolatot alakított ki.

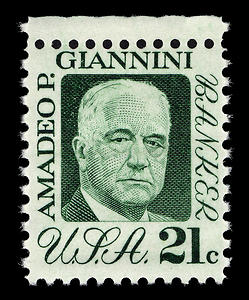
Postabélyeg 1973-ból

## Emlékezete
- San Franciscóban a Bank of America közelében lévő plázát róla nevezték el.
- Az amerikai posta 1973-ban postabélyeget bocsátott ki az arcképével.
- A Time magazin a 20. század egyik „építőjének és titánjának” nevezte.
- 2004-ben az olasz kormány kiállítással és ünnepséggel emlékezett meg róla a Parlamentben az olasz jegybank alapításának századik évfordulója alkalmából.
- 2020. november 25-én, születésének 150. évfordulóján az Olasz Posta emlékbélyeget szentelt neki.

## Bibliográfia
- Giorgio A. Chiarva: Amadeo Peter Giannini. A becsületes bankár, Brioschi, 2020 (olaszul)
- Guido Crapanzano: Amadeo Peter Giannini A bankár, aki befektetett a Graphofeel jövőbeli kiadásaiba, 2017 (olaszul)
- (angolul) „Amadeo Peter Giannini”. In Italian Americans of the Twentieth Century, szerk. George Carpetto és Diane M. Evanac (Tampa, FL: Loggia Press, 1999) 175-177. o.
- (angolul) Felice A. Bonadio: AP Giannini: Banker of America, Berkeley: University of California Press, 1994
- (angolul) Gerald D. Nash: AP Giannini és a Bank of America, Norman, OK: University of Oklahoma Press, 1992

## Fordítás
- Ez a szócikk részben vagy egészben  az   Amadeo Giannini című olasz Wikipédia-szócikk ezen változatának fordításán alapul.  Az eredeti cikk szerkesztőit annak laptörténete sorolja fel. Ez a jelzés csupán a megfogalmazás eredetét és a szerzői jogokat jelzi, nem szolgál a cikkben szereplő információk forrásmegjelöléseként.
- Ez a szócikk részben vagy egészben  az   Amadeo Giannini című angol Wikipédia-szócikk ezen változatának fordításán alapul.  Az eredeti cikk szerkesztőit annak laptörténete sorolja fel. Ez a jelzés csupán a megfogalmazás eredetét és a szerzői jogokat jelzi, nem szolgál a cikkben szereplő információk forrásmegjelöléseként.